# Bairro hipster

Esteriótipo feito com IA do apartamento de alguns bairros hipster paulistanos (Vila Buarque e Santa Cecília): presença de chão de taco, samambaias, bicicleta, gatos, ar nostalgico e hipster.

Bairro hipster é uma locação geográfica urbana, cuja população é majoritariamente pertencente à comunidade Hipster, geralmente são bairros gentrificados, localizados nos centros da cidades. São frequentados por pessoas que se identificam com o estilo de vida hipster, caracterizado por estar à frente das tendências e apreciar coisas antes de se tornarem populares. Isso inclui uma preferência por cafés, casas de shows, livrarias independentes e outros espaços que promovem uma cultura alternativa.
A presença de hipsters em um bairro pode levar à gentrificação, um processo onde o aumento da demanda por imóveis e serviços eleva os preços, tornando a área menos acessível para os moradores originais. Isso é frequentemente observado em bairros que passam por uma "hipsterização", onde novos negócios voltados para esse público são abertos, como restaurantes, bares, e lojas de moda e design.
Em cidades como São Paulo, a hipsterização tem sido um fenômeno notável, com bairros centrais experimentando uma transformação cultural e econômica significativa. Esses bairros se tornam centros de inovação cultural e social, atraindo tanto empreendedores quanto consumidores que buscam um estilo de vida mais alternativo e engajado.

### Primeiros bairros hipster
Os primeiros bairros hipster surgiram em grandes centros urbanos como Nova York, particularmente em áreas que historicamente atraíam artistas e boêmios devido a aluguéis baixos e uma atmosfera permissiva. O bairro de Greenwich Village é um exemplo precoce, onde, no século 20, artistas, músicos e escritores se reuniam. Com o passar do tempo, outros bairros como Williamsburg, também em Nova York, começaram a emergir como centros hipster, especialmente após a década de 1990, com a chegada de jovens criativos em busca de espaços baratos e inspiradores para viver e trabalhar.

### Características dos bairros hipster
Bairros hipster são geralmente caracterizados por uma combinação de fatores:

1. Cultura Independente: Uma forte presença de pequenas empresas independentes, como cafeterias, livrarias, galerias de arte e lojas de vinil.  

2. Diversidade Cultural: Uma mistura de culturas, frequentemente com uma população jovem e diversa, atraída pela atmosfera aberta e inclusiva.

3. Inovação Culinária e Artesanal: Restaurantes que oferecem culinária experimental e opções veganas, cervejarias artesanais e mercados de agricultores.

4. Estética Vintage e Eclética: Moda retrô e uma preferência por objetos de decoração de segunda mão ou feitos à mão.

5. Espaços Criativos: Presença de estúdios de arte, festivais de música e eventos culturais que promovem a expressão artística.

### Pontos de interesse
Os bairros hipster são repletos de pontos de interesse que refletem sua cultura única. Isso inclui murais de street art, mercados de pulgas, cafés literários e locais de música ao vivo. Esses locais não apenas servem como atrações turísticas, mas também como centros comunitários onde os moradores locais se reúnem e interagem.